# Rajd Dolnego Sanu
Rajd Dolnego Sanu – ekstremalny pieszy maraton na orientację rozgrywany od 2008 roku na terenie województwa podkarpackiego. Zadaniem uczestników jest pokonanie pieszo dystansu 25, 50 lub 100 km i odnalezienie wskazanych na mapie punktów kontrolnych. Pomysłodawcą imprezy i sędzią głównym jest Hubert Puka.

## Edycje imprezy
| Rok  | Miejsce                             | 100 km mężczyźni | 100 km kobiety                                                                  | 50 km mężczyźni | 50 km kobiety                                                                     | 25 km mężczyźni                                                                       | 25 km kobiety                                                                                   |
| ---- | ----------------------------------- | --- | ------------------------------------------------------------------------------- | --- | --------------------------------------------------------------------------------- | ------------------------------------------------------------------------------------- | ----------------------------------------------------------------------------------------------- |
| 2008 | Stalowa Wola                        | 1.Bogdan Rycerski 13.01 1.Mariusz Plesiński 13.01 3.Tomasz Pryjma 15.49                                                           |                                                                                 | |                                                                                   |                                                                                       |                                                                                                 |
| 2009 | Stalowa Wola                        | 1.Maciej Więcek 16.28 2.Marcin Klisz 22.13 2.Tadeusz Podraza 22.13 2.Tomasz Żurański 22.13                                        |                                                                                 | 1.Tomasz Koguciuk 4.10 2.Dariusz Szydłak 4.12 3. Maciej Bednarz 4.15                                                  | 1.Urszula Wojciechowska 5.40                                                      |                                                                                       |                                                                                                 |
| 2010 | Ulanów                              | 1.Maciej Więcek 12.15 2.Michał Jędroszkowiak 12.43 3.Paweł Pakuła 12.56                                                           | 1.Katarzyna Kinowska 23.15                                                      | 1.Dariusz Szydłak 4.12 2.Grzegorz Łuczko 4.18 3.Bartłomiej Grabowski 4.29 3.Tomasz Grabowski 4.29 3.Jakub Fajfer 4.29 | 1.Urszula Wojciechowska 4.18 2.Katarzyna Groza 5.48 3.Sabina Jedlińska 7.56       |                                                                                       |                                                                                                 |
| 2011 | Ulanów                              | 1.Michał Jędroszkowiak 11.25 2.Maciej Więcek 13.14 3.Ireneusz Waluga 13.30                                                        | 1.Sabina Giełzak 15.01 2.Elżbieta Pawluczuk 25.36                               | 1.Jan Lenczowski 5.13 2.Bartłomiej Grabowski 5.19 3.Dawid Studencki 5.21                                              | 1.Urszula Wojciechowska 7.31 2.Joanna Rafalska 9.14 3.Barbara Kudlicka 9.30       |                                                                                       |                                                                                                 |
| 2012 | Gorzyce                             | 1.Michał Jędroszkowiak 11.50 Maciej Więcek 12.31 3.Paweł Pakuła 14.11                                                             | 1.Sabina Giełzak 14.11 2.Katarzyna Skolimowska 19.45 3.Elżbieta Pawluczuk 24.31 | 1.Rafał Klecha 5.42 2.Ireneusz Kociołek 5.14 3.Wojciech Stolarczyk 6.24                                               | 1.Dagmara Kozioł 6.23 2.Katarzyna Panejko-Wanat 6.59 3.Urszula Wojciechowska 9.48 |                                                                                       |                                                                                                 |
| 2013 | Gorzyce                             | 1.Maciej Więcek 16.22 2.Władysław Wachulec 18.56 3.Rafał Grzejdziak 19.14 3.Piotr Mikulski 19.14                                  |                                                                                 | 1.Sebastian Reczek 6.37 2.Jan Lenczowski 6.43 3.Mirosław Baszczak 7.46                                                | 1.Katarzyna Panejko-Wanat 8.18 2.Anna Hoduń 10.24 3.Urszula Wojciechowska 11.44   |                                                                                       |                                                                                                 |
| 2014 | Sanok                               | 1.Maciej Więcek 14.41 2.Paweł Pakuła 15.06 3.Bartlomiej Karabin 15.23                                                             | 1.Elżbieta Pawluczuk 10PK/15 23.21                                              | 1.Mateusz Talanda 8.42 2.Sebastian Reczek 9.20 3.Bartłomiej Grabowski 9.26                                            | 1.Joanna Palka 9.36 2.Magdalena Stępień 11.28 3.Urszula Zimny 11.29               |                                                                                       |                                                                                                 |
| 2015 | Dwikozy                             | 1.Andrzej Buchajewicz 11.42 1.Krzysztof Lisak 11.42 1.Witold Noga 11.42                                                           | 1.Elżbieta Pawluczuk 45.42                                                      | 1.Sebastian Reczek 4.43 2.Bartłomiej Grabowski 4.49 3.Piotr Kwitowski 4.56                                            | 1.Magdalena Maliszewska 6.25 1.Urszula Ludkowska 6.25 3.Izabela Osyszko 6.31      |                                                                                       |                                                                                                 |
| 2016 | Nowa Sarzyna                        | 1.Bartłomiej Karabin 12.07 2.Piotr Mikulski 13.01 2.Piotr Jaśkiewicz 13.01                                                        | 1.Joanna Owczarz 18.16 2. Monika Gancarz 32.43                                  | 1.Paweł Moszkowicz 5.23 2. Leszek Maliszewski 5.37 3.Zbigniew Rajtar 5.55                                             | 1.Dorota Duszak 6.12 2.Anna Sejbuk 6.28 3.Anita Gurbisz 6.50                      | 1.Maciej Sąsiadek 1.37 2.Bartłomiej Deptuś 1.55 3.Stanisław Łuczak 2.01               | 1.Patrycja Kubasiewicz 2.34 2.Anna Kapica 2.38 2.Joanna Tereszkiewicz 2.38                      |
| 2017 | Łętownia, Mistrzostwa Polski TP 100 | 1.Michał Jędroszkowiak 12.18 2.Mirosław Baszczak 12.42 3.Piotr Jaśkiewicz 12.56 3.Bartłomiej Karabin 12.56 3.Piotr Mikulski 12.56 | 1.Dorota Duszak 17.13 2.Katarzyna Sochacka 17.30 3.Małgorzata Małowińska 17.35  | 1.Tomasz Kobos 4.56 2.Tomasz Duda 5.06 3.Mateusz Mioduszewski 5.32                                                    | 1.Anna Sejbuk 5.56 2.Izabela Osyszko 6.29 3.Anita Gurbisz 7.04                    | 1.Moszkowicz Paweł 1.59 2.Zbigniew Podolak 2.26 3.Piotrowski Maciej 2.27              | 1.Joanna Tereszkiewicz 2.36 2.Joanna Grabowska 2.41 3.Anna Roztocka 3.33                        |
| 2018 | Pruchnik                            | 1.Tomasz Duda 17.52 1.Piotr Jaśkiewicz 17.52 1.Przemysław Witczak 17.52                                                           | 1.Katarzyna Sochacka 24.04                                                      | 1.Paweł Moszkowicz 5.39 2.Konrad Ciuraszkiewicz 5.45 3.Marcin Kargol 6.18                                             | 1.Joanna Grabowska 7.57 2.Katarzyna Karpa 8.00 3.Bernadetta Wasyliszyn 8.32       | 1.Józef Klimasz 2.56 2.Zbigniew Kruk 3.18 2.Mirosław Marek 3.18                       | 1.Izabela Osyszko 3.22 2.Barbara Gdowska 4.38 3.Maria Ochab 5.02                                |
| 2019 | Stalowa Wola                        | |                                                                                 | 1.Bartłomiej Karabin 4.52 2.Mateusz Komorowski 4.54 3.Krzysztof Lisak 4.57                                            | 1. Joanna Grabowska 5.05 2.Anna Sejbuk 5.39 3.Izabela Osyszko 5.49                | 1.Marcin Siwek 2.19 2.Paweł Puścizna 2.33 2.Mirosław Marek 2.33 2. Zbigniew Kruk 2.33 | 1.Magdalena Gajek 3.03 2.Katarzyna Pryjma 3.31 3.Ewa Musiał 3.34 3. Monika Rychlak - Bożek 3.34 |